# Região Sudoeste dos Estados Unidos

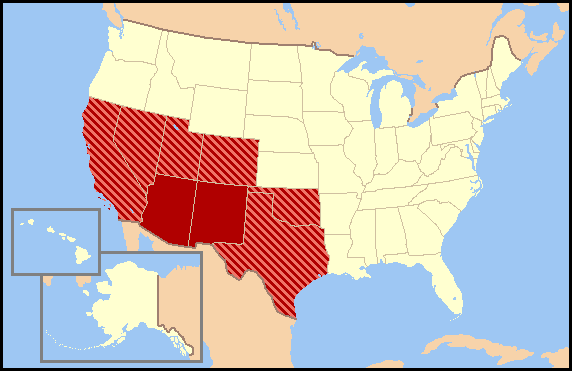
AS definições da Região Sudoeste do EUA variam. Os estados a vermelho escuro são geralmente incluídos, enquanto os estados listrados são ou não incluídos consoante as definições.

A Região Sudoeste dos Estados Unidos é uma região que abrange, na maior parte das definições, os Estados de Arizona, Oklahoma, Califórnia, Novo México e Texas. Engloba as regiões a oeste do rio Mississippi, até um paralelo (37, 38, 39, ou 40 de latitude norte).
Grande parte dessa área fazia parte da Nova Espanha e do México até que os Estados Unidos a adquiriram por meio do Tratado de Guadalupe Hidalgo em 1848 e da compra menor de Gadsden em 1854.
Embora os limites da região não estejam oficialmente definidos, houve tentativas de fazê-lo. Uma dessas definições é do deserto de Mojave, na Califórnia, a oeste (117 ° de longitude oeste) a Carlsbad, Novo México, a leste (104 ° de longitude oeste); outro diz que se estende da fronteira México-Estados Unidos no sul até as áreas do sul do Colorado, Utah e Nevada no norte (39 ° de latitude norte).  Em outra definição, o núcleo do sudoeste dos EUA inclui apenas os estados do Arizona e do Novo México; outros se concentram nas terras dentro das antigas fronteiras espanholas e mexicanas da província de Nuevo México ou do posterior Território Americano do Novo México.
Elementos distintos do estilo de vida ocidental prosperam na região, como roupas ocidentais e cozinhas do sudoeste, incluindo nativos americanos, novos mexicanos e Tex-Mex, ou vários gêneros de música ocidental, como estilos musicais indígenas, do Novo México e Tejano. Da mesma forma com os estilos arquitetônicos do sudoeste procurados na região, inspirados na mistura dos estilos Pueblo e Territorial, com o Renascimento Mediterrâneo, a arquitetura colonial espanhola, a arquitetura Mission Revival, Pueblo Deco e casas em estilo rancho na forma das arquiteturas Pueblo Revival e Territorial Revival amalgamadas. Isso se deve à herança caballero da região dos nativos americanos (especialmente Apache, Pueblo e Navajo), hispano, mexicano-americano e fronteiriço cowboy.